# 302
302 (CCCII) var ett normalår som började en torsdag i den julianska kalendern.

## Händelser

### Okänt datum
- Diocletianus börjar lagstifta mot de kristna i Romarriket.
- Diocletianus termer öppnas.
- Iamblichos av Chalcis skriver en avhandling om magi och ockultism.
- Gregorius Upplysaren utnämns till patriark av Armenien av Leontius av Caesarea.
- Hormazd II efterträder Narseh som shah av Persien.
- Den sista romerska triumfen hålls.